# Sporty siłowe

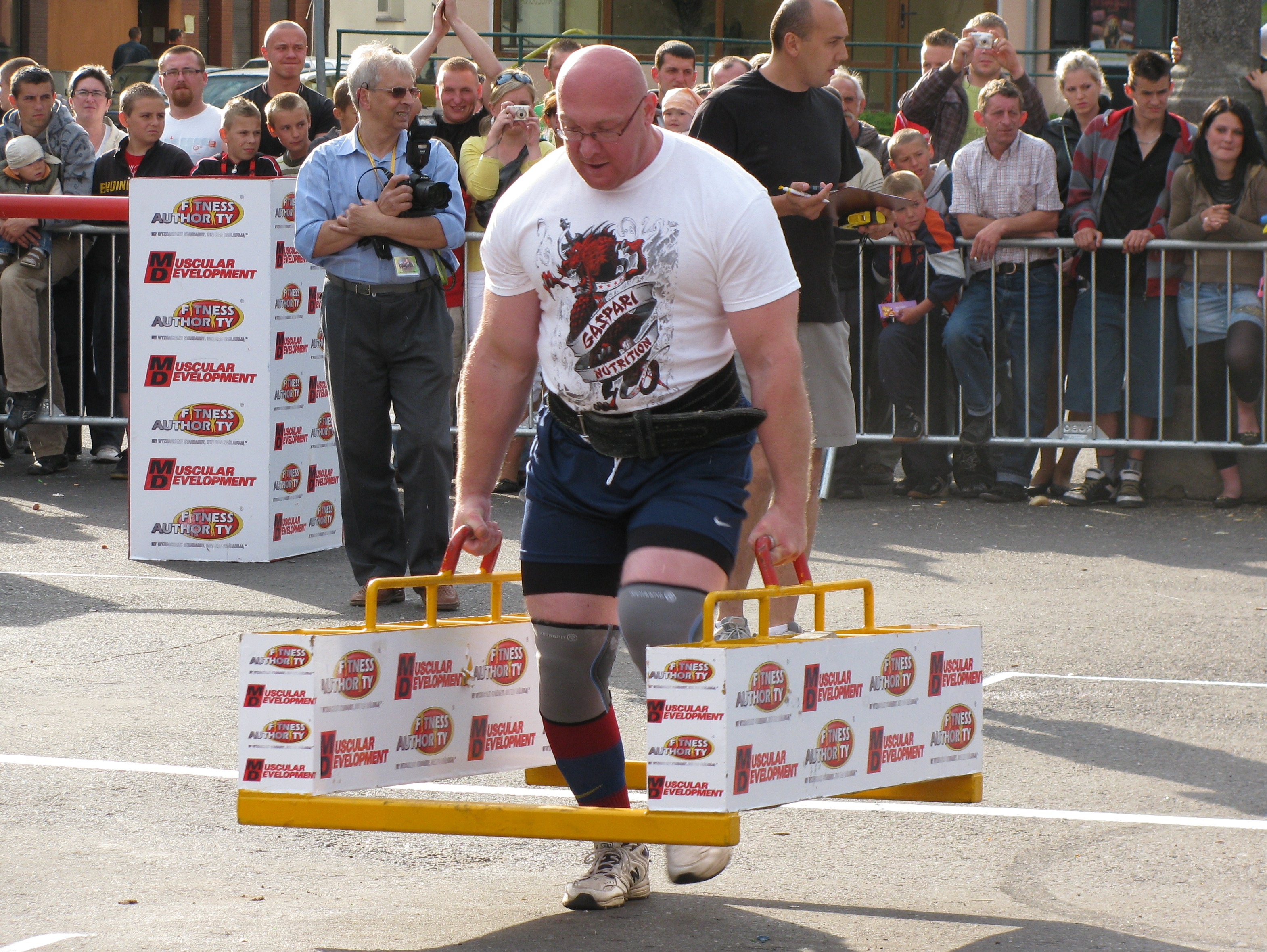
Sport siłowy

Sporty siłowe − dziedzina dyscyplin sportowych, do których zaliczane są: armwrestling, CrossFit, przeciąganie liny, podnoszenie ciężarów, strongman oraz trójbój siłowy. Trening w sportach siłowych ma na celu zwiększenie tężyzny fizycznej oraz powiększenie masy mięśniowej zawodnika.